# Tuckermanella fendleri
Tuckermanella fendleri är en lavart som först beskrevs av William Nylander och som fick sitt nu gällande namn av Essl. 
Tuckermanella fendleri ingår i släktet Tuckermanella och familjen Parmeliaceae. Inga underarter finns listade i Catalogue of Life.

## Källor

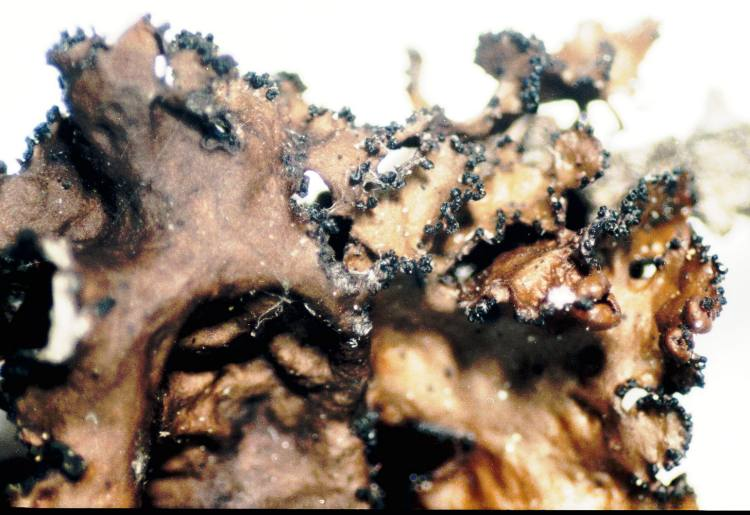
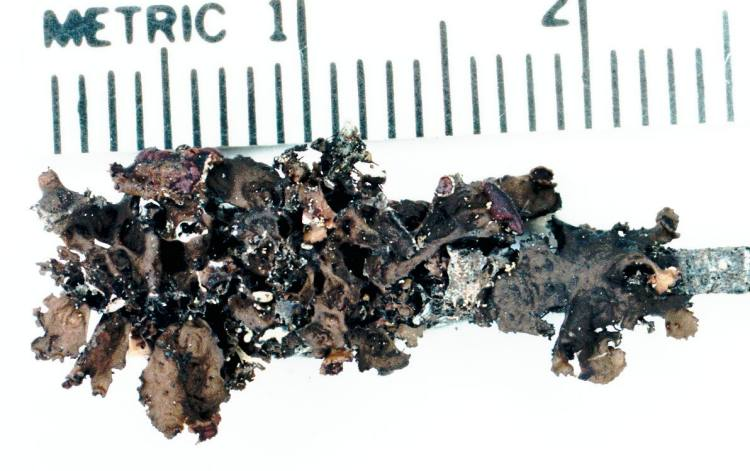
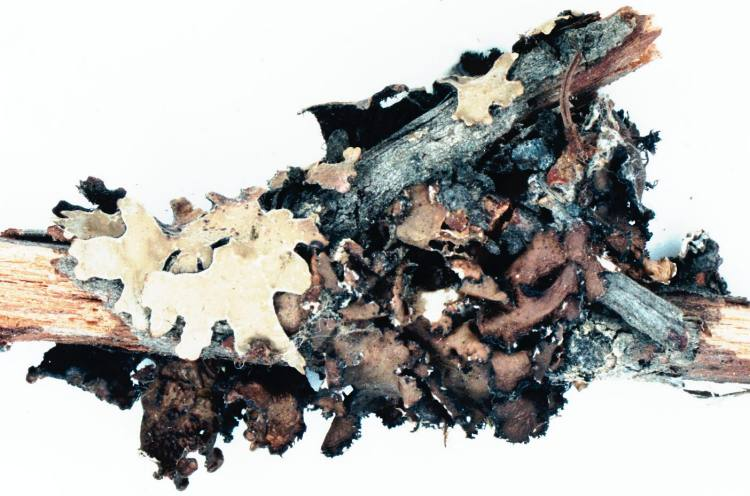
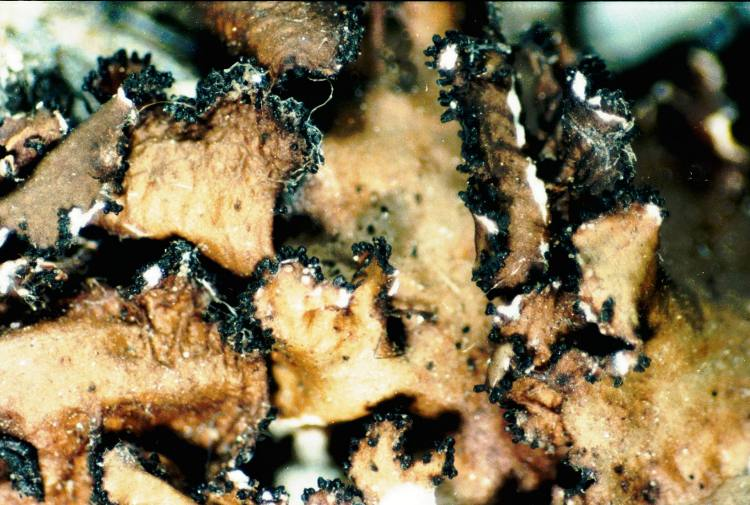
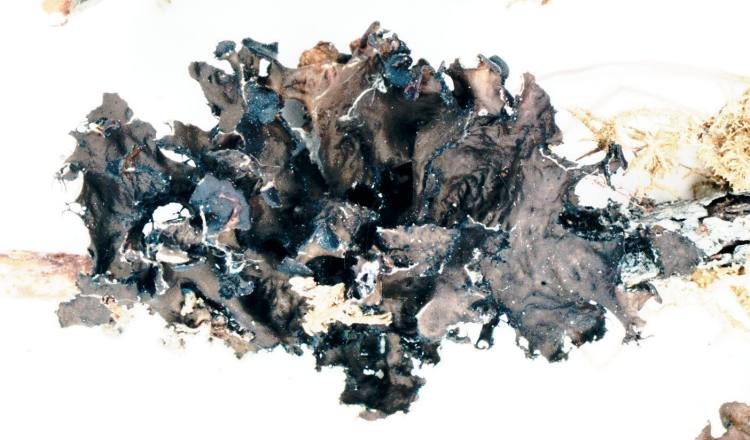